# あかし農業協同組合
あかし農業協同組合（あかしのうぎょうきょうどうくみあい、通称JAあかし）は、日本の兵庫県明石市大久保町に本店を置く農業協同組合。

## 概要
「食と農と緑を守り、かけがえのない自然を次世代に引き継ぐ」という目標がある。

## 改革
- 1992年（平成4年）：明石市農協・大久保町農協の2の合併により設立された。

## 業務区域
- 明石市[1]

## 店舗
- 本店
- 大久保支店
- 江井ヶ島支店
- 大久保北支店
- 西明石支店
- 明石東支店
- フレッシュ・モア大久保店
- フレッシュ・モア西明石店
- フレッシュ・モア大久保駅前店